# Хиндо Касимов
Хиндо Касимов (с пълни имена Хулиси Мухаремов Касимов) е популярен български актьор от турски произход.

## Биография
Роден е 11 октомври 1934 година в град Бургас, Царство България.
Известен е с хумористичните телевизионни скечове, изпълнявани самостоятелно или заедно с актьори като Васил Попов, Георги Парцалев, Стоянка Мутафова, Сотир Майноловски и други. Играе на сцената на Сатиричен театър „Алеко Константинов“, София от 1960 година до кончината си през 1986.
Сред по-известните му роли на сцената са в пиесите: „Януари“ от Йордан Радичков, „Женитба“ от Гогол, „Рейс“ от Станислав Стратиев, „Господин Балкански“ от Георги Данаилов, „Доктор“ от Бранислав Нушич и др. Хиндо Касимов е сред участниците в популярната постановка „Криворазбраната цивилизация“ (1974) на Българската национална телевизия по класическата пиеса на Добри Войников, * „Телерезада“ (1974). През 50-те години Хиндо Касимов чете новините на турски език по Българското национално радио (тогава – Радио София: програми на турски език)
Хиндо Касимов умира на 51 години на 24 юли 1986 г. Остава след себе си съпругата си Сета Илиева и Мария Касимова-Моасе, дъщеря си.

## Телевизионен театър
- „Службогонци“ (1985) (от Иван Вазов, реж. Коста Наумов)
- „Чичовци“ (1984) (Иван Вазов), мюзикъл – хаджи Анастасия
- „Зех тъ, Радке, зех тъ!“ (1976) (Сава Доброплодни), мюзикъл – Николай, доктор (хекимин)
- „Вражалец“ (1976) (Ст. Л. Костов), 2 части, мюзикъл (Втора реализация) – хекимина
- „Убийство в библиотеката“ (1975) (Брягинский и Рязанов)
- „Ловчанският владика“ (1975) (Теодосий Икономов), мюзикъл
- „Телерезада“ (1974) (Пейо Яворов), мюзикъл
- „Новото пристанище“ (1972) (Ст. Л. Костов) – Купешков
- „Опечалена фамилия“ (1971) (Бранислав Нушич)
- „Свирач на флейта“ (1970) (Йордан Йовков)
- „Сред героите на Йовков“ (1970) (Йордан Йовков)
- „Весела антология“ (1970) (Иван Вазов)
- „Заповед за убийство“ (1968) (Робърт Шекли) – кръчмарят Еди, мъжът на Елен
- „Дървеница“ (1960)

Хумористични миниатюри
- „Експериментът“ (Петър Незнакомов) – критикът в кафенето

## Филмография
- „Краят на една ваканция“ (1964) - началник жандармерия
- „Шведските крале“ (1968) – шофьорът на таксито
- „Гибелта на Александър Велики“ (1968)
- „На всеки километър“ (1969 – 1971), 26 серии
- „Гола съвест“ (1971) – Банчо Комисионера
- „Не е куче като куче“ (1972) – Пантата
- „Нако, Дако, Цако“ (3-сер. тв, 1974) – морякът Петров в 3-та серия: „Моряци“
- „Зарево над Драва“ (1974)
- „И това, ако е морал“ (1975)
- „Солистът“ (1980)
- „Може би фрегата“ (1980) – Станчо
- „Три срещи със загадъчното“ (1989), 3 серии – Велиславов, съседът на Ренета